# Euhelopodidae
Famille
Genres de rang inférieur
- Euhelopus
- Huabeisaurus
- Klamelisaurus
- Protognathosaurus
- Pukyongosaurus
- Tambatitanis

Euhelopodidae est une famille de dinosaures sauropodes ayant vécu en Asie durant le Jurassique. À ce moment-là, la mer ouralienne coupait l'Eurasie, ce qui explique qu'ils soient si différents des autres sauropodes de cette époque. Le nom de famille a d'abord été proposé par le paléontologue américain Alfred Sherwood Romer en 1956. Les quatre genres, Chiayusaurus, Omeisaurus, Tienshanosaurus et Euhelopus étaient regroupés au départ dans les euhelopodinés (ou sous-famille des Euhelopodinae). D'autres genres chinois, tel que Mamenchisaurus, ont été placés dans cette famille, mais sont maintenant placés dans la famille des Mamenchisauridae. Cependant, pour le moment, la famille des Euhelopodidae traditionnelle a été abandonnée par de nombreux taxonomistes. Une telle famille peut exister mais actuellement, les sauropodes asiatiques du Jurassique et du Crétacé sont mal connus et n'ont pas encore fait l'objet d'études détaillées, de sorte qu'on ne sait pas s'il y a vraiment d'autres Euhelopodidae qu’Euhelopus.
Selon PBDB, la famille des Euhelopodidae ne contient qu'un seul genre : Tambatitanis Saegusa & Ikeda, 2014.